# Hannes
Hannes ist ein männlicher Vorname.

## Herkunft
Der Name Hannes ist eine verselbstständigte Kurzform des latinisierten Namens Johannes. Der Name geht auf den hebräischen Namen Yochanan zurück und bedeutet „JHWH ist gnädig“ bzw. „JHWH hat Gnade erwiesen.“
Neben der Variante Elhanan existierten auch in anderen Sprachen ähnliche Namen, prominent fällt der Name Hannibal auf, der aus dem phönizischen Element 𐤇𐤍 ḥan „Gnade“ und dem Gott Ba’al zusammensetzt.

## Namenstag
- 24. Juni: Johannes der Täufer, (Johannistag)

## Namensträger

### Vorname
- Hannes Alfvén (1908–1995), schwedischer Physiker
- Hannes Ametsreiter (* 1967), österreichischer Manager
- Hannes Androsch (1938–2024), österreichischer Politiker
- Hannes Arch (1967–2016), österreichischer Kunstflugpilot
- Hannes Bongartz (* 1951), deutscher Fußballspieler
- Hannes W. Braun (1901–1984), deutscher Schauspieler
- Hannes Gromball (1932–2015), deutscher Synchronsprecher
- Hannes Hegen (1925–2014), deutscher Grafiker und Comiczeichner
- Hannes Hofbauer (* 1955), österreichischer Autor und Verlagsleiter
- Hannes Jaenicke (* 1960), deutscher Schauspieler
- Hannes Kartnig (* 1951), österreichischer Unternehmer und Sportfunktionär
- Hannes Kolehmainen (1889–1966), finnischer Athlet
- Hannes Költringer (* 1980), österreichischer Politiker (FPÖ)
- Hannes Lambert (* 1980), deutscher Sänger, Sprecher und Schauspieler
- Hannes Lang (* 1981), italienischer Kameramann, Filmregisseur und -produzent
- Hannes Langrock (* 1983), deutscher Schachspieler
- Hannes Leitgeb (* 1972), österreichischer Philosoph und Mathematiker
- Hannes Meyer (1889–1954), Schweizer Architekt
- Hannes Mohr (1882–1967), österreichischer Geologe, Mineraloge und Hochschulrektor
- Hannes Möller (* 1954), deutscher Künstler
- Hannes Münz (1940–2018), deutscher Maler und Bildhauer
- Hannes Niederhauser (* 1962), österreichischer Unternehmer
- Hannes Obermair (* 1961), italienischer Historiker
- Hannes Ostendorf, deutscher Musiker
- Hannes Rockenbauch (* 1980), deutscher Ingenieur für Architektur/Stadtplanung und Kommunalpolitiker
- Hannes Rossacher (* 1952), österreichischer Regisseur und Filmproduzent
- Hannes Schopf (1947–2020), österreichischer Journalist und Verbandsfunktionär
- Hannes Schwenger (* 1941), deutscher Literaturwissenschaftler, Publizist und Schriftsteller
- Hannes Siegl (1931–2009), österreichischer Schauspieler
- Hannes Spring (* 1957), deutscher Autor und Regisseur
- Hannes Stein (* 1965), deutsch-US-amerikanischer Journalist und Autor
- Hannes Sulzenbacher (* 1968), österreichischer Ausstellungskurator und Schriftsteller
- Hannes Tannert (1900–1976), deutscher Regisseur, Intendant und Schauspieler
- Hannes Trinkl (* 1968), österreichischer Skirennläufer
- Hannes Wader (* 1942), deutscher Liedermacher
- Hannes Wegener (* 1980), deutscher Schauspieler
- Hannes Wolf (* 1981), deutscher Fußballtrainer
- Hannes Wolf (* 1999), österreichischer Fußballspieler
- Hannes Zingerle (* 1995), italienischer Skirennläufer

### Kunstfiguren
- der Amtsbote in den Volkstheaterstücken Hannes und der Bürgermeister
- die Hauptfigur im Kölner Marionettentheater, dem Hänneschen Theater
- der Papierfiguren reissende Bub in Hannes und sein Bumpam (Mira Lobe, 1961)

### Familienname
- Christian Rudolph Hannes (1734–1789), deutscher Mediziner und Stadtarzt in Wesel
- Dolly Richter-Hannes (1933–2022), deutsche Juristin
- Hellmut Hannes (1925–2023), deutscher Physiker und Geschichtsforscher
- Ilse Hannes-Schmidt (1916–2006), deutsche Künstlerin
- Julian Hannes (* 1996), deutscher Sachbuchautor
- Kaat Hannes (* 1991), belgische Radrennfahrerin
- Kim Hannes (* 1978), belgische Squashspielerin
- Marc Hannes (* 1975), deutscher Badmintonspieler
- Max Hannes, deutscher Glasschleifer
- Mick Hannes (* 1951), deutscher Musiker und Produzent
- Miriam Hannes (* 1973), deutsche Juristin und Richterin am Bundessozialgericht
- Pieter-Jan Hannes (* 1992), belgischer Leichtathlet
- Wilfried Hannes (* 1957), deutscher Fußballspieler